# 청음과 탁음
청음(淸音)과 탁음(濁音)은 중국의 음운학에서 무성음과 유성음의 대립 구조를 가리킨다. 

## 중국 음운학
중국 음운학에서는 중고 중국어의 성모(聲母; 어두자음을 가리킴)을 아음(牙音)·설음(舌音)·순음(脣音)·치음(齒音)·후음(喉音)의 오음(五音)으로 나누고, 오음을 성대의 상태에 따라 다시 각각 전청(全淸)·차청(次淸)·전탁(全濁) ·차탁(次濁: 또 청탁淸濁)과 같이 세분하여 삼십육자모로 분류하였다.
현대 음성학에서 보면 청음(전청과 차청)은 무성음이고 탁음(전탁과 차탁)은 유성음이다. 전청과 차청의 대립은 무기음과 유기음을 가리키고 차탁은 전청과 대립하지 않는 유성음 즉 비음, 유음 등을 가리킨다.

## 훈민정음 초성 체계
훈민정음 초성 체계에서는 ㄱ, ㄷ, ㅂ, ㅈ, ㅅ, ㆆ이 전청,  ㅋ, ㅌ, ㅍ, ㅊ, ㅎ이 차청이 된다. 한국어에서 전탁은 유성음 대신 ㄲ, ㄸ, ㅃ, ㅉ, ㅆ, ㆅ 등 된소리가 전탁으로 분류되었다. 차탁은 훈민정음에서는 불청불탁(不淸不濁)이라고 해서 청음이나 전탁에 들지 않는 ㆁ, ㄴ, ㅁ, ㅇ, ㄹ, ㅿ을 분류하였다.

## 같이 보기
- 조음 방법
- 조음 위치
- 성대진동 시작 시간

|                | 전청  | 차청  | 전탁  | 불청불탁 |
| -------------- | ----- | ----- | ----- | -------- |
| 아음(牙音)     | ㄱ 君 | ㅋ 快 | ㄲ 叫 | ㆁ 業    |
| 설음(舌音)     | ㄷ 斗 | ㅌ 呑 | ㄸ 覃 | ㄴ 那    |
| 순음(脣音)     | ㅂ 彆 | ㅍ 漂 | ㅃ 步 | ㅁ 彌    |
| 치음(齒音)     | ㅈ 卽 | ㅊ 侵 | ㅉ 慈 |          |
| 치음(齒音)     | ㅅ 戌 |       | ㅆ 邪 |          |
| 후음(喉音)     | ㆆ 挹 | ㅎ 虛 | ㆅ 洪 | ㅇ 欲    |
| 반설음(半舌音) |       |       |       | ㄹ 閭    |
| 반치음(半齒音) |       |       |       | ㅿ 穰    |